# Nomós Pierías
Nomós Pierías (engelska: Pieria) var en prefektur i Grekland.  Den låg i regionen Mellersta Makedonien, i den norra delen av landet, 280 km norr om huvudstaden Aten. Antalet invånare var 129 846. Arean var 1 516 kvadratkilometer. 
Perfekturen ombildades 2011 till regiondelen Pierien.

## Klimat
Ett kallt stäppklimat råder i trakten. Årsmedeltemperaturen i trakten är 12 °C. Den varmaste månaden är augusti, då medeltemperaturen är 24 °C, och den kallaste är januari, med 2 °C. Genomsnittlig årsnederbörd är 840 millimeter. Den regnigaste månaden är februari, med i genomsnitt 112 mm nederbörd, och den torraste är augusti, med 17 mm nederbörd.